# The Chronicle And North Coast Advertiser
The Chronicle And North Coast Advertiser foi um jornal publicado em Nambour, Queensland, na Austrália.

## História
A primeira edição foi publicada a 31 de julho de 1903 pelo proprietário e editor, Luke Wilkinson.
A última edição foi publicada em 1983.

## Digitalização
As edições de 1903 a 1922 foram digitalizadas e estão disponíveis no Trove.